# Saison 8 de Chicago PD
 (juin 2024).
Si vous disposez d'ouvrages ou d'articles de référence ou si vous connaissez des sites web de qualité traitant du thème abordé ici, merci de compléter l'article en donnant les références utiles à sa vérifiabilité et en les liant à la section « Notes et références ».
Chronologie
Saison 7 Saison 9
Cet article présente le guide des épisodes de la huitième saison de la série télévisée américaine Chicago PD.

## Généralités
- Aux États-Unis, la saison est diffusée du 11 novembre 2020 au 26 mai 2021 sur le réseau NBC.
- Au Canada, la saison est diffusée en simultanée sur le réseau Citytv.

### Synopsis
La série décrit le quotidien de plusieurs patrouilleurs en tenue et de membres de l'unité des renseignements criminels affectés au 21e district du Chicago Police Department.

## Distribution

### Acteurs principaux
- Jason Beghe (VF : Thierry Hancisse) : Sergent Henry « Hank » Voight
- Jesse Lee Soffer : Detective Jay Halstead
- Tracy Spiridakos : Detective Hailey Upton
- Marina Squerciati (VF : Olivia Nicosia) :  Lieutenant Kim Burgess
- Patrick Flueger (VF : Sébastien Desjours) : Lieutenant Adam Ruzek
- LaRoyce Hawkins (VF : Daniel Lobé) : Lieutenant Kevin Atwater
- Amy Morton (VF : Françoise Vallon) : Sergent Trudy Platt

### Acteurs récurrents
- Nicole Ari Parker : Commissaire adjointe Samantha Miller
- Cleveland Berto : Officer Andre Cooper
- Elena Marisa Flores : Officer Rosado
- Jack Coleman : Disco Bob Ruzek
- Ramona Edith Williams : Makayla Ward

### Invités crossovers
- De Chicago Fire
  - Geno Walker : Pompier Boswell

## Liste des épisodes
Les seize épisodes de la huitième saison de la série sont :

### Épisode 1:Ennemis fantômes
- États-Unis /  Canada : 11 novembre 2020 sur NBC / Citytv
- Belgique : 26 mai 2021 sur RTL-TVI
- Suisse : 29 octobre 2021 sur RTS Un
- France : 10 octobre 2022 sur TF1

- États-Unis : 6,43 millions de téléspectateurs (première diffusion)

### Épisode 2:La Proposition
- États-Unis /  Canada : 18 novembre 2020 sur NBC / Citytv
- Belgique : 26 mai 2021 sur RTL-TVI
- Suisse : 29 octobre 2021 sur RTS Un
- France : 10 octobre 2022 sur TF1

- États-Unis : 6,38 millions de téléspectateurs (première diffusion)

### Épisode 3:Coup de bluff
- États-Unis /  Canada : 13 janvier 2021 sur NBC / Citytv
- Suisse : 5 novembre 2021 sur RTS Un
- Belgique : 28 janvier 2022 sur RTL-TVI
- France : 10 octobre 2022 sur TF1

- États-Unis : 6,58 millions de téléspectateurs (première diffusion)

### Épisode 4:Le Droit à l'erreur
- États-Unis /  Canada : 27 janvier 2021 sur NBC / Citytv
- Suisse : 5 novembre 2021 sur RTS Un
- Belgique : 28 janvier 2022 sur RTL-TVI
- France : 10 octobre 2022 sur TF1

- États-Unis : 5,97 millions de téléspectateurs (première diffusion)

### Épisode 5:Choisir sa famille
- États-Unis /  Canada : 3 février 2021 sur NBC / Citytv
- Suisse : 12 novembre 2021 sur RTS Un
- Belgique : 4 février 2022 sur RTL-TVI
- France : 10 octobre 2022 sur TF1

- États-Unis : 6,09 millions de téléspectateurs (première diffusion)

### Épisode 6:Justice équitable
- États-Unis /  Canada : 10 février 2021 sur NBC / Citytv
- Suisse : 12 novembre 2021 sur RTS Un
- Belgique : 4 février 2022 sur RTL-TVI
- France : 11 octobre 2022 sur TF1

- États-Unis : 6,31 millions de téléspectateurs (première diffusion)

### Épisode 7:Gagnant-gagnant
- États-Unis /  Canada : 17 février 2021 sur NBC / Citytv
- Suisse : 19 novembre 2021 sur RTS Un
- Belgique : 11 février 2022 sur RTL-TVI
- France : 11 octobre 2022 sur TF1

- États-Unis : 5,87 millions de téléspectateurs (première diffusion)

### Épisode 8:Protéger et servir
- États-Unis /  Canada : 10 mars 2021 sur NBC / Citytv
- Suisse : 19 novembre 2021 sur RTS Un
- Belgique : 11 février 2022 sur RTL-TVI
- France : 11 octobre 2022 sur TF1

- États-Unis : 5,89 millions de téléspectateurs (première diffusion)

### Épisode 9:Le Rêve impossible
- États-Unis /  Canada : 17 mars 2021 sur NBC / Citytv
- Suisse : 26 novembre 2021 sur RTS Un
- Belgique : 18 février 2022 sur RTL-TVI
- France : 11 octobre 2022 sur TF1

- États-Unis : 6,21 millions de téléspectateurs (première diffusion)

### Épisode 10:Pot de départ
- États-Unis /  Canada : 31 mars 2021 sur NBC / Citytv
- Suisse : 26 novembre 2021 sur RTS Un
- Belgique : 18 février 2022 sur RTL-TVI
- France : 11 octobre 2022 sur TF1

- États-Unis : 6,42 millions de téléspectateurs (première diffusion)

### Épisode 11:Les Fantômes du passé
- États-Unis /  Canada : 7 avril 2021 sur NBC / Citytv
- Suisse : 3 décembre 2021 sur RTS Un
- Belgique : 25 février 2022 sur RTL-TVI
- France : 17 octobre 2022 sur TF1

- États-Unis : 5,80 millions de téléspectateurs (première diffusion)

### Épisode 12:Vice de procédure
- États-Unis /  Canada : 21 avril 2021 sur NBC / Citytv
- Suisse : 3 décembre 2021 sur RTS Un
- Belgique : 25 février 2022 sur RTL-TVI
- France : 17 octobre 2022 sur TF1

- États-Unis : 5,89 millions de téléspectateurs (première diffusion)

### Épisode 13:Le Chemin de l'adoption
- États-Unis /  Canada : 5 mai 2021 sur NBC / Citytv
- Suisse : 10 décembre 2021 sur RTS Un
- Belgique : 4 mars 2022 sur RTL-TVI
- France : 17 octobre 2022 sur TF1

- États-Unis : 5,67 millions de téléspectateurs (première diffusion)

### Épisode 14:Cambriolages
- États-Unis /  Canada : 12 mai 2021 sur NBC / Citytv
- Suisse : 10 décembre 2021 sur RTS Un
- Belgique : 4 mars 2022 sur RTL-TVI
- France : 17 octobre 2022 sur TF1

- États-Unis : 5,94 millions de téléspectateurs (première diffusion)

### Épisode 15:Suivre les règles
- États-Unis /  Canada : 19 mai 2021 sur NBC / Citytv
- Suisse : 17 décembre 2021 sur RTS Un
- Belgique : 11 mars 2022 sur RTL-TVI
- France : 18 octobre 2022 sur TF1

- États-Unis : 5,64 millions de téléspectateurs (première diffusion)

### Épisode 16:...Ou ne pas suivre les règles
- États-Unis /  Canada : 26 mai 2021 sur NBC / Citytv
- Suisse : 17 décembre 2021 sur RTS Un
- Belgique : 11 mars 2022 sur RTL-TVI
- France : 18 octobre 2022 sur TF1

- États-Unis : 6,33 millions de téléspectateurs (première diffusion)